# Turmschatten (Fernsehserie)
Turmschatten ist eine Fernsehserie nach dem gleichnamigen Roman von Peter Grandl. Der Politthriller wurde von Produzent Thomas Peter Friedl für Paramount+ produziert und 2024 veröffentlicht.

## Handlung
Nachdem die Adoptivtochter des Holocaustüberlebenden Ephraim Zamir einem brutalen Anschlag von Neonazis zum Opfer fällt, schreitet dieser zu drastischen Maßnahmen. Er ergreift die beiden Täter und hält sie in seiner Gewalt. Im Internet fordert Zamir eine schnell wachsende Online-Community zu einer Abstimmung über Leben und Tod der vermeintlichen Täter auf. 
Innerhalb kürzester Zeit wird der Ort der Geiselnahme, ein mittelalterlich anmutender Wehrturm, zum Schauplatz mehrerer Auseinandersetzungen zwischen Geiselnehmer, rechtsradikalen Geiseln, Demonstranten, einem großen Polizeiaufgebot und sensationsgierigen Medien. Der durch nichts zu stoppende Online-Stream seiner Verhöre der Geiseln entwickelt sich zu einem riesigen Medienspektakel. Während die Quoten für „Tod“ unablässig wachsen, läuft der Polizei die Zeit davon.

## Entstehung
Die Dreharbeiten fanden bis September 2023 in der Nähe von München statt. Der titelgebende Turm wurde in Originalgröße in der Nähe von Giggenhausen gebaut.

## Veröffentlichung
Am 13. August 2023 gab Paramount+ bekannt, Turmschatten als sechsteilige Serie verfilmt zu haben. Turmschatten hatte am 30. Juni 2024 anlässlich des  Filmfest München seine Weltpremiere. Die Serie startete zunächst am 15. November 2024 in Deutschland auf Sky. , danach auch auf Prime Video und Apple TV+. 

## Reption
Kritiker zeigen sich überwiegend beeindruckt von der bildstarken Umsetzung und der Besetzung der Miniserie. Tilmann P. Gangloff von tittelbach.tv lobt Turmschatten als „famos fotografierten Hochspannungs‑Thriller“, hebt die eindrucksvolle Bildgestaltung und Heiner Lauterbachs „leibhaftigen Zorn Gottes“ hervor. Die polarisierende Adaption wirkt strukturell dicht, jedoch verliert sie aus seiner Sicht in der moralischen Tiefe und Nuancierung der Vorlage tittelbach.tv.
Die Süddeutsche Zeitung, Autor Egbert Tholl bezeichnet Turmschatten als „einen spannenden Thriller mit einigen tollen Besetzungen“ und lobt insbesondere die exzellent besetzte Hauptfigur Ephraim Zamir (Heiner Lauterbach) sowie das Ensemble, etwa Jelena Kuljić und Samuel Koch von den Münchner Kammerspielen.
Eine weitere SZ‑Würdigung hebt heraus: Turmschatten stelle schwierige moralische Fragen, etwa nach Rache versus Gerechtigkeit, und zeichne damit „eine komplexe Realität“ – der Holocaust-Überlebende Zamir sinnt trotz persönlichem Verlust nicht einfach auf Vergeltung, sondern zwingt die Zuschauer zur Positionierung.
DWDL.de‑Kritiker Jan Freitag betont, dass die Serienfassung das Potenzial für eine moralische Debatte biete, sich jedoch „in nachlässig kostümierten Klischees“ verliere – und verweist deutlich darauf, dass Peter Grandls Roman deutlich komplexer und politisch relevanter sei als das finale Serienformat.

## Auszeichnungen
- Nominiert für den Bernd Burgemeister Fernsehpreis 2024[5]